# ジョサイア・ラティマー・クラーク
ジョサイア・ラティマー・クラーク（Josiah Latimer Clark、FRAS 、1822年3月10日 - 1898年10月30日）は、イギリスの電気工学者。バッキンガムシャー州グレートマーロウ生まれ。

## 経歴
バッキンガムシャー州グレートマーロウ生まれ。弟にエドウィン・クラーク（1814年 - 1894年）がいる。学校では化学を学んだ。最初の仕事はダブリンの大きな化学製造会社であった。1848年、弟のエドウィンの土木工事のところで働き始め、メナイ海峡橋の助手の技手となった。2年後、弟がエレクトリック・テレグラフ・カンパニーのエンジニアに任命されると、再び助手として活動し、その後チーフエンジニアを引き継いだ。1854年「空気と真空の圧力により場所間で手紙や小包を運ぶための」特許を取得し、1863年、London Pneumatic Despatch Companyによるロンドンの北西地区の郵便局とロンドンのユーストン駅の間の地下鉄の建設に関わった。
ほぼ同時期に海底ケーブルにおける電流の伝播に関する実験研究に携わり、1855年に小冊子を発表し、1859年、海底ケーブル事業での多くの失敗を検討するための政府により指名された委員の1人であった。後にフランシス・ロナルズが1816年にすでに電信線での信号遅延のリスクと原因を記述していたことを認識し、ロナルズの電信での業績が衆目を集めるために多大な努力をした。1875年に電信技術者協会の会長に就任し、このときロナルズの有名な電気に関する本がこの協会に寄付された。
電気測定の対象に多くの注意を向け、手法や装置の様々な改善を計画し、クラーク標準電池の発明などを行った。1861年の英国学術協会の前に質問でC・T・ブライトち読んだ論文により始まった電気基準の体系化のための動向において主導的な役割を果たした。ブライトとともに海底ケーブルの絶縁体の改良を考え出した。人生の後半では、海底ケーブルの敷設、電化製品の製造、水理工学に関わるいくつかの企業の一員であった。メートル以外の単位にSI接頭辞のメガとマイクロを初めて付けた人物の1人である。
1898年10月30日にロンドンで死去した。

## 家族
1854年にウィリアム・プリース卿の姉妹のマーガレット・ヘレン・プリースと結婚した。2人の子供をもうけたが1861年に離婚している。

## 著書
専門の論文の他に、『電気測定に関する基礎論文』("Elementary Treatise on Electrical Measurement")(1868年)をW・F・クック卿の回顧録とともに出版している。
'A Treatise on the Transit Instrument' （1882年）
'The Star Guide' （1886年）